# Фонтен, Эдме-Адольф

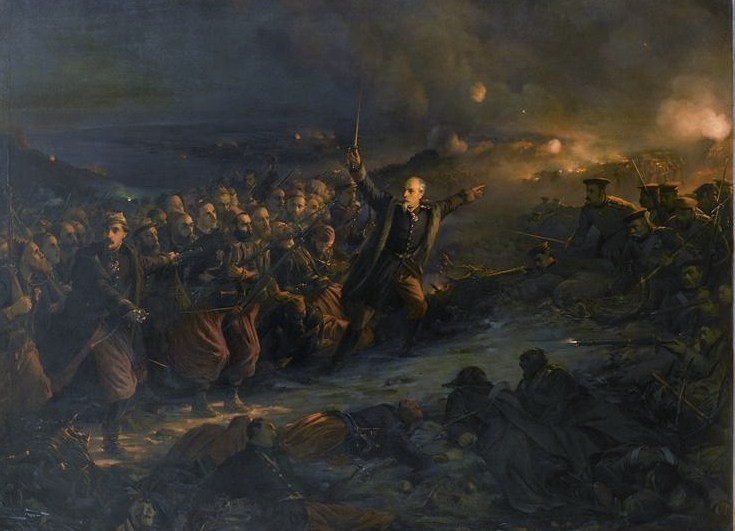
Атака бригады Моне на Селингинский редут при штурме Малахова кургана во время осады Севастополя в ночь с 23 на 24 февраля 1855 г.

Эдме-Адольф Фонтен (фр. Edme-Adolphe Fontaine; 8 мая 1814, Нуази-ле-Гран, Иль-де-Франс — 3 июня 1883, Версаль) — французский живописец и педагог.

## Биография
Учился живописи в мастерской Леона Конье. В апреле 1838 года был принят в Школу изящных искусств в Париже.
С 1845 по 1878 год регулярно выставлялся в Парижском салоне, награждён бронзовой медалью на Салоне 1852 года.
Художник исторического жанра, баталист, портретист, представитель академической живописи.
Выполнял официальные заказы. Работал учителем рисования в Особой военной школе Сен-Сир.

## Награды
- Кавалер Ордена Почётного легиона (1870).
- Бронзовая медаль на Салоне 1852 года.

Картины Эдме-Адольфа Фонтена
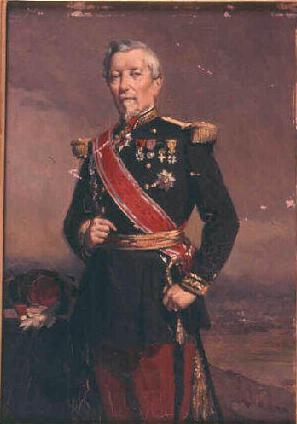
Портрет барона генерала Наполеона Амейла (1857-1926).
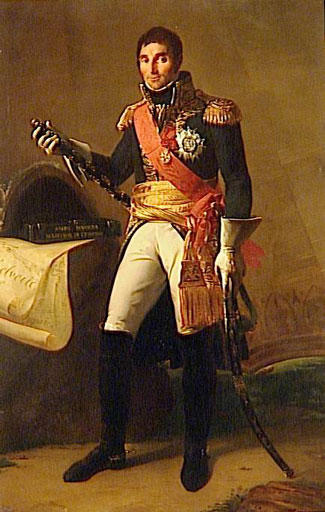
Портрет маршала Андре Массены
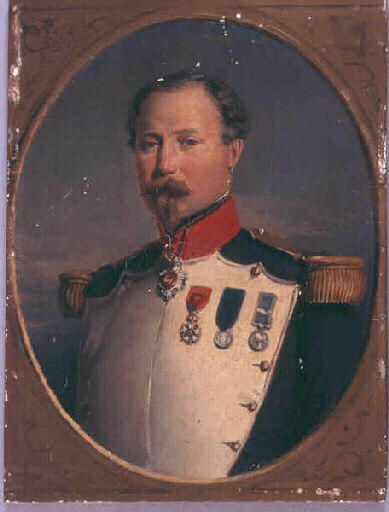
Портрет бригадного генерала графа Альфреда д’Альтона